# Albert A. Michelson
Albert Abraham Michelson (Strzelno, 19 de dezembro de 1852 — Pasadena, 9 de maio de 1931) foi um físico norte-americano, mais conhecido por seus trabalhos com a medição da velocidade da luz e pelo Experimento de Michelson-Morley. Foi o primeiro americano a receber o Prêmio Nobel em ciências. Foi eleito membro da Royal Society em 1902.

## Vida e obra
Albert Abraham Michelson nasceu em Strzelno, no antigo Reino da Prússia, hoje na Polônia, filho de um casal de comerciantes judeus. Aos dois anos de idade emigrou, com os pais Samuel e Rosalie, para os Estados Unidos, estabelecendo-se inicialmente em Nova Iorque e, posteriormente migraram para Murphy’s Camp (Califórnia) e Virginia City (Nevada), seguindo os ciclos do ouro e da prata. Apesar dos pais serem judeus, a família de Michelson nunca foi muito religiosa; ele próprio foi agnóstico sua vida inteira.
Em Virginia City, abriram uma pequena loja que se expandiu anos depois, quando retornaram à Califórnia, na cidade de São Francisco. Michelson cresceu em meio à expansão destas cidades mineradoras, estudou em escolas públicas, concluindo os estudos secundários na escola de São Francisco, em 1869. Na época a família de Michelson não tinha condições financeiras para levar os estudos do filho adiante, e por isto, aos 17 anos, ele candidatou-se para o exame de seleção na Academia Naval dos Estados Unidos, em Annapolis. Apesar dos exames favoráveis e muitas cartas de recomendações, não foi aprovado. A persistência, uma das características marcantes de sua vida, o levou a Washington, onde acabou encontrando casualmente o então presidente Ulysses S. Grant. A sua habilidade e poder de convencimento, junto a vários pontos de conveniência política, impressionaram o presidente, que endereçou uma carta à Academia Naval dos Estados Unidos, criando uma vaga extra para Michelson.
Na academia, sua formação foi a tradicional, concluindo seus estudos em 1873 com destaque em ciências e abaixo da média em navegação. Após a formatura, passou dois anos no mar, sendo nomeado, em 1875, instrutor de química e física da Academia Naval de Annapolis, cargo que ocupou até 1879. Após isso, Michelson foi indicado para trabalhar com Simon Newcomb em uma das alas do Observatório Naval dos Estados Unidos. Em 1877, casou-se com Margaret McLean Hemingway, filha de um rico advogado e corretor da bolsa de Nova York, com quem teve dois filhos e uma filha, porém seu casamento se tornou conturbado e nove anos depois ele casa-se novamente com Edna Stanton, com quem teve um filho e três filhas.
Ainda em 1877, assiste a uma palestra de Jean Bernard Léon Foucault sobre métodos para determinar a velocidade da luz, acontecimento que marca sua vida. Sentindo necessidade de melhorar o método de Foucault, começou a estudar óptica e passou a dedicar-se à paixão de sua vida: a medição precisa da velocidade da luz. Seu primeiro experimento aconteceu em Annapolis, como parte de uma demonstração para seus alunos, enquanto lecionava na Academia Naval. No ano de 1878, com o financiamento do sogro, desenvolve seu projeto encontrando o valor de 300 152 km/s para a velocidade da luz, superando Foucault.
Em 1879, licencia-se da Marinha Americana e viaja com a esposa Margaret e os filhos para a Europa, passando dois anos em Berlim, Heidelberg e Paris, concluindo seu doutorado.
No final do século XIX, a comunidade científica da época considerava a física uma ciência praticamente pronta, havendo apenas algumas arestas que logo seriam aparadas, e dentre estas arestas estava a propagação da luz que ainda não tinha uma explicação satisfatória. A teoria de luz ondulatória estava em alta na época, levando a crer que a luz se propagaria em um fluido de propriedades únicas chamado éter luminífero.
Em suas viagens a Paris, Michelson conhece Mascart e Cornu, que o incentivaram na construção de seu interferômetro (com fundos de Alexander Graham Bell) com a finalidade de detectar o éter luminífero. Depois de muitas tentativas com o auxílio do químico Edward Morley (Experiência de Michelson-Morley), não conseguiram detectar através da luz nenhum movimento da terra em relação ao éter. Michelson sempre considerou que seus testes e resultados foram um fracasso, mesmo no final da vida ele não conseguia acreditar que a luz não fosse uma onda se propagando no éter.
Após seus estudos na Europa, o cientista americano deixa a Marinha em 1881 e, em 1883, ele aceita um cargo de professor de física em uma Universidade em Cleveland, Ohio e se concentra em aprimorar seu Interferômetro.
Em 1889, Michelson se torna professor de uma Universidade em Massachusetts e, em 1892, se torna chefe do Departamento de Física da Universidade de Chicago.
Michelson foi o primeiro cientista americano a receber o Nobel de Física, em 1907, por suas contribuições no estudo da luz. Suas descobertas causaram grande agitação nos meios científicos da época. Novas teorias começaram a ser desenvolvidas para explicar os fenômenos ópticos, agora, porém, abandonando o éter; terminaria pela formulação da teoria relativística (Albert Einstein), iniciando uma nova era da física. O cientista americano também ganhou a Medalha Copley em 1907, a Medalha Henry Draper em 1916 e a Medalha de Ouro da Royal Astronomical Society em 1923.
Em 1929, sai da Universidade de Chicago e passa a trabalhar no Observatório Monte Wilson na Pasadena, local onde veio a falecer em 9 de maio de 1931, deixando alguns trabalhos inacabados. Muitas homenagens lhe foram dadas: a Universidade de Chicago criou a "Casa Michelson", a Academia Naval dos Estados Unidos nomeou um conjunto de salas de aula em homenagem a Michelson, junto com outras instituições que também expressaram seu agradecimento a esse importante cientista.

## Velocidade da luz

### Medições iniciais
Em 1877, enquanto ainda servia como oficial na Marinha dos Estados Unidos, Michelson começou a elaborar uma melhoria do método de medição de Jean Bernard Léon Foucault, usando uma óptica mais avançada e uma maior linha de base. Seu trabalho era feito com medições preliminares e equipamento improvisado, até que ganhou a atenção de Simon Newcomb, que estava conduzindo um experimento similar. Albert publicou um resultado de (299 910 ± 50) km/s para a velocidade da luz em 1879, logo antes de se unir a Newcomb para ajudá-lo com suas medidas. Com esse projeto mais bem financiado, o resultado de (299 860 ± 30) km/s surgiu e, logo após, a insistência de Michelson o levou a um resultado de (299 853 ± 60) km/s em 1883.

### Monte Wilson e Lookout Mountain
Em 1906, Edward Bennett Rosa e N. E. Dorsey usaram um novo método para a determinação do valor da velocidade da luz, sendo ele um pouco abaixo do achado por Michelson, (299 781 ± 10) km/s. Embora o método tenha sido contestado devido às dúvidas relativas à precisão do instrumento, uma controvérsia se criou. Isso levou Michelson a começar a trabalhar, em 1920, em uma medição definitiva da luz no Observatório Monte Wilson, usando a Montanha Lookout como extremidade da linha de base. Uma equipe do governo americano, em 1922, começou as cautelosas medidas (que durariam 2 anos) com as fitas Invar. Após essas medidas, o novo valor da velocidade da luz se fixou em (299 796 ± 4) km/s. Essas medições se tornaram famosas pelos problemas que ocorreram no processo. A fumaça da queimada das florestas e algumas mudanças das posições de alguns pontos da linha de base são exemplos dos problemas enfrentados pela equipe.[carece de fontes?]

### Michelson, Pease e Pearson
Com novas tecnologias chegando, o ano de 1927 possibilitou a Michelson fazer seus experimentos relativos à luz com aparelhos eletrônicos, os quais evitavam problemas atmosféricos em geral. Todos os valores medidos a partir daí foram menores que os anteriores encontrados pelo cientista. Dessa vez, Albert formou parceria com Francis G. Pease e Fred Pearson e realizou um experimento em um tubo de 1,6 km em Pasadena, Califórnia. Michelson morreu com somente 36 de 233 medidas completas, e o resultado de (299 774 ± 11) km/s foi publicado postumamente em 1935, não antes de passar por problemas de instabilidades geológicas.[carece de fontes?]

### Interferometria
Em 1887, Albert trabalhou em conjunto com Edward Morley na Experiência de Michelson-Morley, que tinha como objetivo provar a existência do Éter luminífero. O experimento, no entanto, não deu resultados, sendo assim repetido pelos cientistas cada vez com maior precisão ao longo dos anos, sem frutos significativos. O desfecho da experiência de Michelson-Morley teve grande influência na Física, visto que derrubou a teoria do éter e serviu de base para importantes teorias, como as Equações de Lorenz e a Teoria da Relatividade de Albert Einstein. Entretanto, há discussões a respeito do conhecimento do experimento por Einstein na hora da formulação de sua teoria.[carece de fontes?]

### Interferometria astronômica
Entre 1920 e 1921, Michelson e Pease se tornaram os primeiros indivíduos a medir o diâmetro de uma estrela que não fosse o sol. Para isso, eles utilizaram um interferômetro astronômico no Observatório Monte Wilson e, então, foi determinado o diâmetro da estrela gigante Betelgeuse. Após isso, a tarefa de medir diâmetros estelares e separações de estrelas binárias tomou uma grande parte da vida de Albert. Até hoje, seu interferômetro é um dos principais meios de medir distâncias espaciais e diâmetros estelares.[carece de fontes?]

## Prémios e honrarias
- 1888 - Prémio Rumford[4]
- 1903 - Medalha Matteucci[5]
- 1907 - Nobel de Física[6]
- 1907 - Medalha Copley[7]
- 1912 - Medalha Elliott Cresson[8]
- 1916 - Medalha Henry Draper[9]
- 1920 - Medalha Alberto
- 1921 - Guthrie Lecture
- 1922 - Prémio Jules Janssen[10]
- 1923 - Medalha Franklin[11]
- 1923 - Medalha de Ouro da Royal Astronomical Society[12]
- 1929 - Medalha e Prémio Duddel[13]